# Ökenkolibri
Ökenkolibri (Calypte costae) är en fågel i familjen kolibrier. Den förekommer i sydvästligaste USA och nordvästra Mexiko.

## Utseende och läten
Ökenkolibri är en mycket liten (7,5–8,5 cm) kolibri med kort och rak svart näbb och kort stjärt. Likt nära släktingen Annas kolibri är ovansidan grön och undersidan grönvit, med ett litet vitt ögonbrynsstreck. Hanen är lätt att känna igen med purpurblå hjäss- och strupfjädrar, de senare förlängda i hörnen, samt en vit fläck mitt på bröstet. Honan är mycket lik hona Annas kolibri, men den kortare stjärten gör att vingpennorna når stjärtspetsen på sittande fågel. Undersidan är också ljusare utan den centrala röda strupfläcken. Lätet är ett mycket ljust och musikaliskt tjippande, medan den ljusa och tunna men sträva sången stiger och faller.

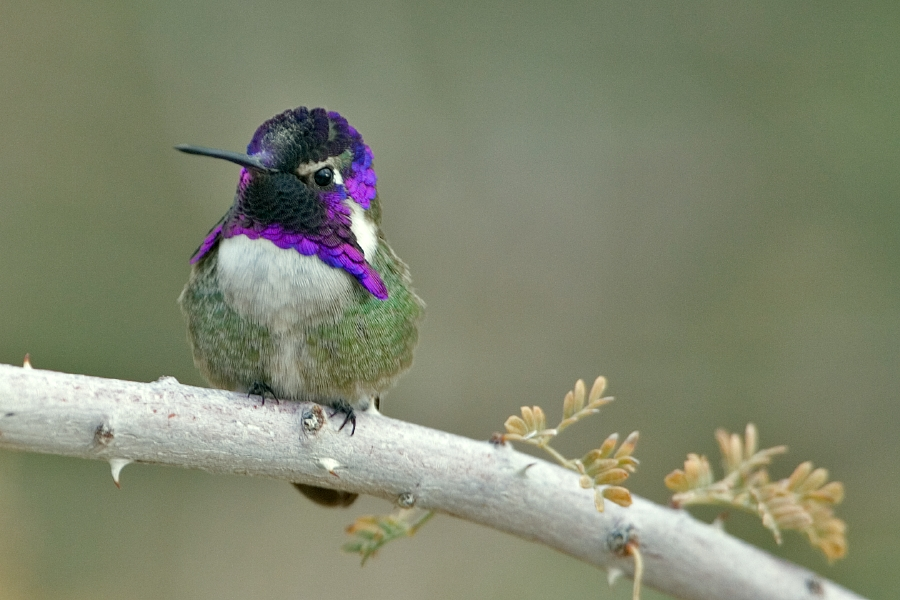
Hane.

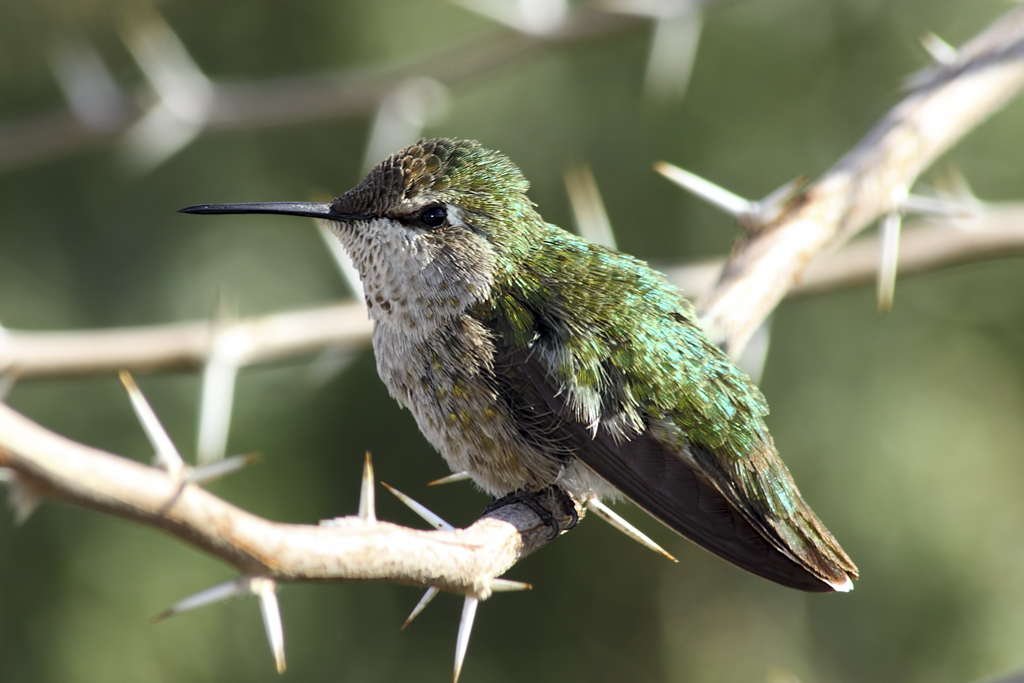
Hona.

## Utbredning och systematik
Ökenkolibri förekommer i sydvästra USA från centrala Kalifornien, södra Nevada och sydvästligaste Utah söderut till Baja California och centrala Sonora. Vintertid ses den längre söderut till åtminstone Nayarit. Den behandlas som monotypisk, det vill säga att den inte delas in i några underarter.

## Levnadssätt
Ökenkolibri hittas i öken, halvöken, Artemisia-buskmarker, kustnära chaparral och eksavann. Liksom andra kolibrier lever den av nektar, men tar även små flygande insekter. I Sonoraöknen besöker den minst 22 olika växtarter, men framför allt Justicia californica och Fouquieria splendens. I kustnära buskmarker i Kalifornien frekventerar den bland andra salviaväxterna Salvia apiana och Salvia mellifera, blåtobak, Keckiella cordifolia och Diplacus aurantiacus. Beräkningar har visat att fågeln behöver besöka 1840 blommor varje dag för att få i sig tillräckligt med energi.

### Häckning
Fågeln häckar mellan februari och juni i Baja California och februari–april i Coloradoöknen i Kalifornien. Hanen utför en spelflykt och dyker i ett U-format mönster runt honan. Boet placeras mellan en och två meter upp i en buske. Däri lägger honan en till två kullar. Äggen ruvas i 15–18 dagar och efter ytterligare 20–30 dagar är ungarna flygga.

## Status och hot
Arten har ett stort utbredningsområde och det finns inga tecken på vare sig några substantiella hot eller att populationen minskar. Utifrån dessa kriterier kategoriserar IUCN arten som livskraftig (LC). Världspopulationen uppskattas till 3,4 miljoner häckande individer.

## Namn
Fågelns vetenskapliga artnamn hedrar Louis Marie Pantaleon Costa (1806-1864), fransk statsman, naturforskare, arkeolog och kolibrikännare. Fram tills nyligen kallades den Costas kolibri även på svenska, men justerades 2022 till ett enklare och mer informativt namn av BirdLife Sveriges taxonomikommitté.